# نزهة حياة

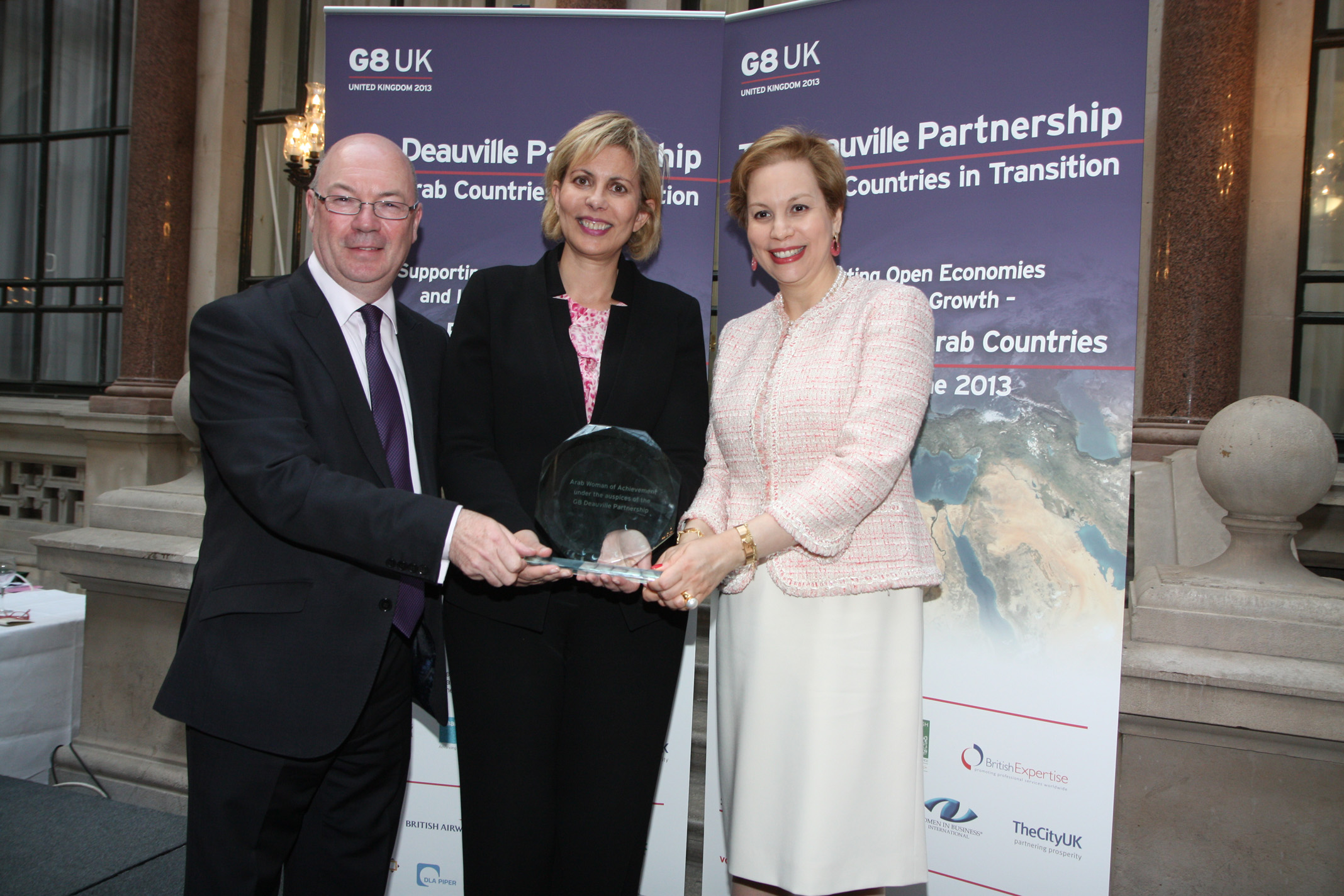
استلام جائزة من الحكومة البريطانية في حضور جمالة العلوي

نزهَة حياة (مواليد 1963، الدار البيضاء) سيدة أعمال مغربية، رئيسة الهيئة المغربية لسوق الرساميل.

## مسيرتها
ولدت سنة 1963 بالدار البيضاء، وسط أسرة مكونة من سبعة أطفال، منهم خمس فتيات. انتقلت الأسرة من الدار البيضاء إلى مراكش ثم طنجة.
بعد حصولها على البكالوريوس انتقلت لفرنسا وحصات على درجة الماجستير في إدارة الأعمال من (ESSEC Business School) عام 1984. كانت بدايتها المهنية في الشركات والأبناك الإسبانية، انضمَّت عام 1995 إلى الشركة العامة في المغرب، والتحقت بمجلس إدارتها سنة 2007، لتكون بذلك أول سيدة تلجُ إلى مجلس إدارته، قبل تعيينها بفترة قصيرة في إدارة "SOGELEASE". وفي سياق الدؤوب إلى تقوية حضور النساء في مجالس الإدارات داخل المقاولات، أنشأت عامَ 2012، ناديًا للنساء اللائي يدِرنَ الشركات بالمغرب. وقد كرمت فِي الآونَة الأخيرة من لدن الحكومة البريطانيَّة نظيرَ إسهامهَا في تعزيز حظوظ النساء داخل عالم الأعمال. وتتكلم نزهة حياة اللغة العربية والفرنسية والإنجليزية والإسبانية.
أختيرت الأقوى عربيا سنة 2016. في فبراير 2016، أصبحت نزهة حياة رئيسة الهيئة المغربية لسوق الرساميل، التي تنظم الأسواق المالية في المغرب. منحتها الحكومة وساماً ملكياً تكريما لإنجازاتها.